# ريتشارد إيب
ريتشارد إيب هو كاتب مسرحي كندي، ولد في 1948.